# Prolégomènes à toute métaphysique future
Prolégomènes à toute métaphysique future qui pourra se présenter comme science est un ouvrage de philosophie du philosophe Emmanuel Kant, paru en 1783. 
Il s'agit d'une introduction ou un complément à la Critique de la raison pure parue en 1781. Kant pose et tente de résoudre la question de savoir comment la mathématique pure, la science pure de la nature et la métaphysique en général sont possibles. 

## Présentation générale
Dans les Prolégomènes, Emmanuel Kant se donne pour double mission de proposer les conditions d'établissement futures de la métaphysique, d'une part, et de répondre aux critiques qui auraient mal compris la Critique de la raison pure. 
Kant tient en haute estime la métaphysique, et cherche donc à ce qu'elle soit fondée sur des bases plus solides. La métaphysique est définie par ce qu'il appelle « l'intérêt de la raison humaine universelle » ; tant qu'il n'y a pas de métaphysique, la raison humaine ne peut arriver à ses fins. 
Dans cet ouvrage, Kant précise notamment ce qui distingue son propre idéalisme de ceux de Berkeley et Descartes. Il mène une critique radicale des prétentions scientifiques de la métaphysique, tout en reconnaissant en elle une disposition naturelle dont l'homme ne peut se passer.

## Résumé

### Préface
L'ouvrage débute par une préface de Kant. Il annonce d'emblée que cet ouvrage s'adresse, non pas aux étudiants, mais aux enseignants de philosophie. Il critique ceux qui soutiennent que « l'histoire de la philosophie [...] est la philosophie même ». Cette position consiste à croire que « l'entendement humain ayant extravagué sur une infinité de sujets depuis tant de siècles », tout aurait déjà été dit.
L’œuvre s'adresse plus précisément aux métaphysiciens. Kant veut les convaincre « qu'il est absolument nécessaire de suspendre leur travail » et de « considérer tout ce qui s'est fait jusqu'ici comme non avenu ». En effet, soutient Kant, ils ne se sont jamais vraiment posé la question : la métaphysique est-elle seulement possible ?
Le philosophe critique le statut surplombant que la métaphysique a réussi à obtenir malgré le peu de réflexion qui a été réalisé au sujet de ses propres conditions d'établissement. Est-elle une science, peut-elle « obtenir un assentiment universel et durable » ? La métaphysique semble en effet avoir décroché par rapport aux autres disciplines (« il est presque ridicule en effet, quand toute autre science marche d'un pas incessant, de tourner toujours à la même place dans la métaphysique, qui veut pourtant être la sagesse même »). En réalité, il n'y a jamais eu de métaphysique solide.
Kant loue David Hume, qu'il crédite de l'avoir sorti de son « Sommeil dogmatique ». Hume s'est approché de la vérité en questionnant la causalité, mais s'en est éloigné en déduisant qu'elle était liée à l'expérience, c'est-à-dire que la raison comprend la causalité en voyant un objet toujours provoquer l'émergence d'un autre. Kant propose d'expliquer comment il est possible de fonder la première véritable métaphysique.

### Introduction

#### Des sources de la métaphysique
Kant rappelle la nécessité de définir les limites de chaque science. La limite (ce que la science a de propre) est liée « soit à l'objet, soit aux sources de la connaissance, soit encore à la manière de connaître ». 
Dans le cas de la métaphysique, il est évident que les connaissances métaphysiques « ne peuvent être empiriques », ses principes ne sont jamais pris de l'expérience. La métaphysique, en effet, dépasse l'expérience. L'expérience interne (celle que la psychologie empirique étudie) ne peut lui servir de base. La métaphysique est par conséquent « une connaissance a priori, ou d'entendement pur et de raison pure ».
Mais cette délimitation ne permet pas de la distinguer des mathématiques. On peut donc appeler la métaphysique une « connaissance philosophique pure ».

#### De l'espèce de connaissance que seule peut apporter la métaphysique
Une connaissance métaphysique ne doit contenir « que des jugements a priori purs ». Il faut distinguer les jugements analytiques (qui sont explicatifs, ils n'ajoutent rien au contenu de la connaissance), et les jugements synthétiques (qui sont extensifs, en ce qu'ils étendent la connaissance donnée). Par exemple, dire « ce nain est petit » est un jugement analytique, car la petitesse est contenue dans la définition du nain, là où dire « ce nain est riche » est un jugement synthétique, car un nain n'est pas par définition riche.
Le jugement analytique respecte le principe de contradiction (A et non A ne peuvent exister en même temps). Les jugements analytiques sont des connaissances a priori. Cela est vrai quand bien même l'objet du jugement pourrait être connu empiriquement. Certes, empiriquement, je sais que l'or est jaune, mais la proposition « L'or est jaune » n'en est pas moins un jugement analytique a priori car il est dans la définition de l'or que d'être jaune.
Il y a des principes synthétiques a posteriori dont l'origine est empirique, mais il y en a qui sont a priori et qui proviennent de l'entendement pur. Les jugements d'expérience sont toujours synthétiques, car l'expérience exige de sortir de ma notion, que j'ai besoin du témoignage de l'expérience. Les jugements mathématiques sont tous synthétiques, contrairement à ce que l'on croit souvent. Ils diffèrent d'autres connaissances a priori. La proposition 7 + 5 = 12 exige de savoir ce que 5 et 7 représentent, c'est-à-dire, par exemple, compter sur ses doigts ou voir sept billes. Ainsi, pour calculer, « il faut sortir de cette notion et recourir à l'intuition ». Par conséquent, « on étend réellement la notion par cette proposition 7 + 5 = 12 ». La géométrie aussi est synthétique : pour savoir que de tel point à tel point, la ligne droite est la plus courte, j'ai besoin d'autre chose que de ma notion de droite.

#### Observation sur la division générale des jugements en analytiques et en synthétiques
Il est nécessaire de se fonder sur la division entre jugements analytiques et synthétiques si on souhaite fonder une métaphysique. Kant remarque qu'on trouve déjà cette division, en germe, dans l'Essai sur l'entendement humain de John Locke. L'auteur, en effet, distingue deux sources de jugements : l'une réside dans l'identité ou dans la contradiction (analytique), et l'autre dans l'existence de représentations en un sujet (jugements synthétiques), et il dit que notre connaissance a priori de cette dernière est presque nulle.

#### Une métaphysique est-elle absolument possible?
Kant revient sur les connaissances mathématiques. Elle ne peut seulement fonctionner par notions, mais elle doit toujours sortir de la notion « pour aller à ce qui contient l'intuition correspondant à cette notion ». Dès lors, ses propositions ne peuvent jamais se reposer sur ses concepts : ces jugements sont synthétiques.
Le philosophe soutient que tous les jugements proprement métaphysiques sont synthétiques a priori. Certaines connaissances synthétiques a priori sont réelles et données, dont les mathématiques pures et la physique pure. 

#### Comment la connaissance par raison pure est-elle possible?
Les jugements analytiques ne sont fondés que sur le principe de contradiction. Les propositions synthétiques a posteriori sont tirées de l'expérience, qui n'est qu'une addition (synthèse) des perceptions. Les jugements synthétiques a priori sont la clef de toute réflexion métaphysique.

### Partie I: comment une mathématique pure est-elle possible?
Une connaissance a priori sera une connaissance certaine, qui promet une extension illimitée pour l'avenir, qui bénéficie d'une certitude apodictique (une nécessité absolue), qui ne repose sur aucun principe expérimental, qui est « par le fait un produit de la raison, mais qui n'en est pas moins absolument synthétique ». 
La connaissance mathématique, même si elle est a priori, a besoin d'une intuition. C'est une intuition qui n'est pas empirique, mais pure. Ses jugements sont intuitifs. La mathématique « doit avoir pour fondement quelque intuition pure », qui lui permette d'« exposer toutes ses notions in concreto, et cependant a priori ». Nous devons comprendre comment cela se fait pour saisir la possibilité d'une proposition synthétique a priori.
Une difficulté évidente se pose alors : comment peut-on connaître de percevoir quelque chose a priori, quand il semble que la perception emporte nécessairement une dimension empirique ? Une intuition est définie comme « une représentation dépendant immédiatement de la présence de l'objet ». Donc, on ne pourrait « percevoir originairement a priori » par l'intuition.
Kant donne la solution suivante : « Si notre intuition devait être de telle sorte qu'elle représentât des choses telles qu'elles sont en elles-mêmes, il n'y aurait aucune intuition a priori ; elles seraient toutes empiriques ». Ainsi, le seul moyen qu'une intuition puisse être sans être empirique, c'est que l'intuition « ne contienne que la forme de la sensibilité, qui précède dans mon sujet toutes les impressions réelles par lesquelles les objets peuvent m'affecter ».
L'espace et le temps sont les deux intuitions a priori qui permettent de fonder des jugements synthétiques a priori. Sans ces deux concepts, la mathématique pure ne peut fonctionner. En effet, « la géométrie a pour base l'intuition pure de l'espace. L'arithmétique réalise ses notions numériques mêmes, par une addition successive des unités dans le temps ». Cette faculté de percevoir a priori grâce à l'intuition pure « ne concerne pas la matière du phénomène, c'est-à-dire ce qui est sensation en lui, car cette sensation est ce qu'il y a d'empirique ». Elle ne peut concerner que la forme du phénomène, à savoir l'espace et le temps.

#### Première observation
La mathématique pure, dont la géométrie pure, a une réalité objective lorsqu'elle se réfère à des objets perceptibles par les sens. Ainsi, les propositions mathématiques ne sont pas des créations de l'imagination, mais sont valides dans l'espace. 

#### Deuxième observation
Kant soulève la question de l'idéalisme. Notre intuition, qui permet de saisir les phénomènes des choses et non les choses en elles-mêmes, n'a lieu que par le moyen des sens. L'entendement, en effet, « ne perçoit pas ; il réfléchit seulement ». Mais si nous percevons par l'intuition les phénomènes et non les choses, alors n'est-il pas juste de dire que les corps « ne doivent être regardés que comme de simples représentations internes », et donc, n'existeraient que dans notre pensée ?
L'idéalisme, rappelle Kant, est une doctrine selon laquelle il n'existe rien d'autre que les êtres qui pensent, et que le reste des choses que l'intuition nous donne à percevoir « ne seraient que des représentations dans les êtres pensants, auxquelles en réalité aucun objet distinct de ces derniers ne correspondrait ». Cela n'est pas la position de Kant, qui réaffirme que « les choses nous sont données comme extérieures à nous et saisissables à nos sens », bien que « nous ne savons rien de ce qu'elles peuvent être en soi » (autrement dit : « nous n'en connaissons que les phénomènes, c'est-à-dire les représentations qu'elles opèrent en nous lorsqu'elles affectent nos sens »).

#### Troisième observation
Les apparences, et non les choses en soi, sont connues par les sens. L'espace, le temps, et les apparences en général, sont des modes de représentation. L'espace et le temps existent a priori dans toutes nos représentations, et s'appliquent à tous les objets du monde sensible, parce que ces objets existent comme apparences.

### Partie II: comment la physique pure est-elle possible?
Le philosophe revient sur la définition de la nature. Il s'agit de « l'existence des choses en tant qu'elle est déterminée suivant des lois universelles ». Nous ne connaissons pas la nature en elle-même, ni a priori, ni a posteriori. Il existe pourtant bien une physique pure, dont les propositions sont réellement universelles : la substance demeure et persiste ; tout ce qui est arrivé est toujours déterminé antérieurement par une cause suivant des lois constantes, etc. Ces lois sont a priori car elles ne requièrent pas d'être en contact avec des objets
On ne peut étudier la nature des choses a priori qu'en recherchant les conditions et les lois universelles sans lesquelles seules la connaissance comme expérience est possible : les lois de la nature se fondent sur de l'a priori. Comment est-ce possible ?
Il y a deux types de jugements empiriques : s'ils ont une valeur objective, ce sont des jugements d'expérience ; ceux qui n'ont qu'une valeur subjective sont de simples jugements de perception. Les jugements de perception n'ont besoin d'aucune notion intellectuelle pure, car il suffit d'une liaison logique de la perception dans un sujet pensant. Les jugements d'expérience, au contraire, demandent toujours des notions particulières produites dans l'entendement. C'est ce qui donne au jugement d'expérience sa valeur objective.
Si un jugement est nécessairement universel, alors il est objectif, c'est-à-dire qu'il « n'exprime pas seulement un rapport de perception au sujet, mais encore une propriété de l'objet ». L'objet restera toujours inconnu en soi, car nous n'y avons pas accès en soi. Mais si la liaison des représentations qui sont données par l'objet à notre sensibilité « reçoit une valeur universelle par la notion intellectuelle », alors « le jugement est objectif ». Si le jugement implique une perception, alors cette perception étant dans l'esprit du sujet, il n'est pas objectif. Mais un jugement de perception peut devenir un jugement d'expérience : de « quand il fait soleil, la pierre se réchauffe » (subjectif) peut devenir « le soleil réchauffe la pierre ». Cela a lieu lorsque les perceptions du sujet sont connectées à un concept pur de l'entendement.
L'expérience se fonde ainsi a priori sur des notions intellectuelles pures. Kant propose une table complète de ce qui fait partie du jugement, et les divers moments de l'entendement en matière de notions :
| Quantité | Universel (tous les X sont A) | Particulier (certains X sont A) | Singulier (cet X est A)                 |
| Qualité  | Affirmatif (X est un A)       | Négatif (X n'est pas un A)      | Infini (X est un non-A)                 |
| Relation | Catégorique (X est A)         | Hypothétique (Si A alors B)     | Disjonctif (X est ou bien A, ou bien B) |
| Modalité | Problématique (X peut être A) | Assertorique (X est A)          | Apodictique (X doit être A)             |

Les concepts issus de l'abstraction de n'importe quelle perception a les formes suivantes :
| Quantité | Unité                     | Pluralité             | Totalité                 |
| Qualité  | Réalité                   | Négation              | Limitation               |
| Relation | Substance/Accident        | Causalité/Dépendance  | Communauté (réciprocité) |
| Modalité | Possibilité/Impossibilité | Existence/Inexistence | Nécessité/Contingence    |

Kant peut ainsi dégager une table physiologique pure de tous les principes de la physique :
| 1 | Axiome de l'intuition                      |
| 2 | Anticipation de la perception              |
| 3 | Analogie de l'expérience                   |
| 4 | Postulat de la pensée empirique en général |

L'expérience est le résultat d'intuitions qui appartiennent à la sensibilité, et de jugements qui sont l'affaire de l'entendement. Les sens perçoivent, l'entendement pense. Penser, « c'est réunir des représentations en une seule conscience ». La liaison des représentations dans une conscience est le jugement : penser, c'est juger, ou rapporter des représentations à des jugements. Lorsque ces représentations sont réunies en une conscience en général (elles y sont nécessaires), c'est un jugement objectif ; sinon, c'est un jugement subjectif.
L'objectivité est due à ce que les principes purs a priori ramènent les apparences phénoménales sous des concepts purs de l'entendement. Cela rend le jugement empirique valide en référence à son objet externe. Ces principes sont des lois universelles de la nature, connus avant l'expérience. Le premier principe physique de l'entendement pur subsume tous les phénomènes spatiaux et temporels sous le concept de quantité. Le deuxième principe physique, sous le concept de qualité. C'est le principe d'anticipation de la perception.
On ne peut rien savoir sur les relations entre les choses en elles-mêmes ou des apparences. Mais quand nous pensons ou parlons des objets de l'expérience, ils doivent nécessairement avoir des relations de subsistance, de causalité et de communauté. Ces concepts constituent ainsi les principes de la possibilité de notre expérience. Les notions intellectuelles pures n'ont aucune signification si elles désertent les objets de l'expérience. Elles ne peuvent être rapportées aux choses en soi (noumènes). Ces notions intellectuelles pures ont vocation à « épeler des phénomènes afin de pouvoir les lire comme expérience ». 
L'imagination est excusable malgré le fait qu'il lui arrive de délirer (c'est-à-dire « de ne pas se renfermer prudemment dans les limites de l'expérience »). L'entendement, lui, doit penser, et donc ne jamais délirer. En effet, « sur lui seul se fonde tout l'espoir de mettre autant que possible des bornes au délire de l'imagination ».

### Partie III: comment la métaphysique en général est-elle possible?
La métaphysique s'occupe des notions dont la réalité objective « ne peut être confirmée ou déclarée par aucune expérience ». L'entendement a besoin, on l'a vu, de catégories pour l'expérience. La raison, elle, contient en soi le principe des Idées. 
La métaphysique, qui est une science qui doit contenir un système de connaissances a priori, doit distinguer les idées (notions rationnelles pures) des catégories (ou notions intellectuelles pures). Il faut ainsi distinguer, d'une part, les connaissances intellectuelles, dont les notions se donnent dans l'expérience, et où l'expérience confirme leurs principes ; et, d'autre part, les connaissances rationnelles transcendantes, qui « au contraire ne donnent point expérimentalement ce qui concerne leurs Idées » : l'expérience ne pourra jamais rien confirmer. Ainsi, dans le domaine des connaissances rationnelles transcendantes, il est nécessaire pour débusquer les erreurs de mener des « recherches subjectives » par l'examen de la raison.
Les idées rationnelles ne servent pas, contrairement aux catégories, à l'usage de l'entendement par rapport à l'expérience. Les idées rationnelles ne permettent pas d'appréhender l'expérience. Les idées rationnelles sont même « contraires aux maximes de la connaissances rationnelle de la nature, quoique cependant nécessaires à d'autres égards encore à déterminer ». La raison « n'a pas en perspective, dans ses Idées, des objets particuliers, qui dépassent le champ de l'expérience ».
Les noumènes, ou être intellectuels purs (êtres de raison), sont par exemple la substance conçue sans permanence dans le temps, ou une cause mais qui n'agit pas dans le temps. On en détache toutes les conditions de l'intuition sous lesquelles seules l'expérience est possible.

#### Idée psychologique
La substance est ce qui reste après que tous les accidents (les prédicats) ont été retirés. Le substantiel même nous reste donc inconnu : le substantiel même « ne peut jamais être conçu par notre entendement, si profondément qu'il pénètre ». Conséquence logique : « toutes les propriétés réelles par lesquelles nous connaissons les corps ne sont donc aussi que de purs accidents ».
Nous avons bien l'impression d'avoir un Je, un ego, le sujet de nos pensées ; mais ce Je n'est pas connu, c'est un sentiment d'existence sans concept, une représentation de ce qui est lié à toutes les pensées. On peut bien appeler substance de « Même pensant » (le Je, l'ego), « mais cette notion n'en est pas moins entièrement vide ». Mais une substance est permanente, or, peut-on prouver que l'âme est permanente ?
On ne peut prouver que l'âme, c'est-à-dire la substance pensante, soit permanente et immortelle, car la mort est la fin de l'expérience ; seuls les êtres vivants peuvent avoir des expériences. On ne peut rien prouver sur la permanence de l'âme après la mort.

#### Idée cosmologique
L'Idée cosmologique est cosmologique (de l'univers) car elle est concernée par l'expérience des objets par les sens. C'est une Idée parce que sa condition ultime est qu'on ne peut en faire l'expérience. Il y a quatre idées cosmologiques, que la raison pure rend contradictoires :
- Thèse : Le monde a un commencement (des limites) quant au temps et à l'espace. Antithèse : le monde est infini en durée et en étendue.
- Thèse : Tout ce qui est dans le monde est composé de parties simples. Antithèse : il n'y a rien de simple ; tout est composé.
- Troisième thèse : Il y dans le monde des causes par liberté. Antithèse : il n'y a pas de liberté ; tout est nature.
- Thèse : Dans la série des causes cosmiques, il y a un être nécessaire. Antithèse : il n'y a rien de nécessaire ; dans cette série tout est contingent[2].

Dès lors que l'on conçoit les phénomènes du monde sensible comme des choses en soi, nous nous retrouvons face à des contradictions. Ces antinomies ou auto-conflits de la raison résultent de ce que la raison applique ses principes au monde sensible. Tant que l'on considère les objets (c'est-à-dire, les apparitions) des objets du monde sensible comme les choses en soi, les antinomie existeront.
La troisième antinomie, par exemple, est résoluble lorsque l'on se rend compte que la nécessité naturelle (l'absence de liberté) est une propriété des apparitions des choses, tandis que la liberté est attribuée aux choses en soi. Ainsi, l'acte d'un être rationnel a deux aspects : son apparition, qui est régi par des lois de cause à effet ; la chose en soi, qui est libre ou spontanée. La nécessité et la liberté peuvent ainsi être prédiqués de la raison.

#### Idée théologique
L'idée théologique est la troisième Idée transcendantale. C'est l'usage le plus important de la raison, il est purement spéculatif. La raison ici ne part pas de l'expérience, mais procède de manière immédiate. C'est l'Idée de l'Être le plus élevé et le plus parfait. C'est de cette Idée de la raison pure que la possibilité et l'actualité de toutes les autres choses est déterminée. On utilise cette Idée de cet Être pour rendre compréhensible et ordonné toute l'expérience. Mais c'est une erreur que s'est créée la raison pour se satisfaire.
L'auteur remarque dans une ultime remarque que les idées psychologiques, cosmologiques et théologiques ne sont que des concepts purs de la raison, et ne peuvent donc faire l'objet d'expérience. La raison les a générées pour essayer d'achever une compréhension complète et unifiée de l'expérience.

### Conclusion sur la destination restreinte de la raison pure
Kant conclut sa démonstration. On ne peut connaître les choses en soi, c'est-à-dire les choses comme elles sont lorsqu'on n'en fait pas l'expérience. Mais il y a des choses en soi qui existent, et il peut exister d'autres moyens de les connaître ; des moyens qui soient, donc, autres que l'expérience. Il faut toutefois se méfier de la raison, qui a des limites. Elle doit rester dans les limites des apparences. Mais il est dans la nature de la raison de vouloir aller au-delà des apparences et de connaître leurs fondements. 
La raison cherche toujours à repousser la limite afin de connaître la série complète des conditions qui rend possible ce qui est. Mais il est nécessaire pour la raison, afin d'espérer connaître la série complète des conditions, de tenir pour vraies les Idées de l'immatérialité de l'âme, de l'intégralité du monde, et de l'Être suprême. Afin de penser ces êtres de pensée, on leur attribue des propriétés sensuelles. Ces Idées marquent ainsi les limites de la raison humaine.
Pourquoi notre raison a-t-elle une prédisposition à la pensée métaphysique ? Parce qu'elle a tendance à ne pas se satisfaire des explications physiques qui demeurent accrochées au monde sensible. La raison utilise par conséquent des Idées qui vont au-delà du monde sensible. L'Idée psychologique de l'âme permet d'échapper au matérialisme ; l'Idée cosmologique de liberté permet d'échapper de celle de la nécessité naturelle. L'Idée théologique de Dieu libère la raison du fatalisme : « la raison, grâce à l’Idée théologique, s’affranchit du fatalisme, aussi bien que d’une aveugle nécessité physique dans l’enchaînement de la nature même ».

### Solution de la question générale
La métaphysique est déjà réelle en ce qu'elle est une « disposition naturelle de la raison ». Mais elle n'est aujourd'hui « que dialectique et trompeuse ». Le seul moyen pour la métaphysique de prétendre au rang de connaissance, il est nécessaire de passer par une critique de la raison qui expose les notions a priori, leurs origines, et les analyse.
Se reposer sur le sens commun ou des probabilités ne permettra pas de fonder une métaphysique réellement scientifique. Seule une critique de la raison pure pourra montrer comment la raison mène une enquête sur elle-même, et pourra fonder une science complète et universelle.

### Appendice
L'ouvrage s'achève sur un appendice qui revient sur une critique faite à la première Critique de 1781, notamment l'accusation de soutenir un idéalisme à la George Berkeley.

## Postérité
Les Prolégomènes sont entrés dans l'histoire de la philosophie par le biais d'une phrase célèbre de l'auteur. Dans la préface, il affirme que la philosophie de David Hume a interrompu le « sommeil dogmatique » dans lequel il baignait. Martin Heidegger considérera cet ouvrage comme l'un des plus importants du kantisme.